# A Saga da Supergirl
A Saga da Supergirl (em inglês:  The Supergirl Saga) é um arco de história publicado em 1988 pela DC Comics, uma empresa ligada ao grupo Time-Warner. Escrita por John Byrne e desenhada por Byrne e por Jerry Ordway, a história foi publicada em três partes, entre abril e maio de 1988, nas edições 21 e 22 da revista Superman e 444 da revista Adventures of Superman.
A personagem Supergirl (nome ocasionalmente traduzido como "Supermoça") fora introduzida nas histórias de Superman no final da década de 1950, como uma prima do herói que também escapara da destruição do planeta Krypton. Após a conclusão da minissérie Crise nas Infinitas Terras em 1986, entretanto, um novo cânone foi estabelecido, e foi determinado que a personagem nunca havia sequer existido na nova continuidade. A história de Byrne, então, estabeleceu uma versão modificada da personagem, ligada a conceitos que ele havia estabelecido no ano anterior.
Embora a "nova Supergirl" tenha eventualmente se tornado uma personagem bastante popular, chegando a protagonizar outras histórias após a trama, a conclusão d'A Saga da Supergirl, na qual Superman toma uma inesperada decisão, é vista até hoje como um dos momentos mais controversos da histórias do personagem.

## Antecentes e contexto
Em meados de 1985 o editor Andrew Helfer recebeu da DC Comics a incumbência de escolher os escritores que trabalhariam nas revistas de Superman após a conclusão do evento Crise nas Infinitas Terras. Para o personagem, o crossover representaria o término de toda a continuidade estabelecida desde 1938. Vários autores foram abordados, e convidados para apresentar propostas para as revistas Action Comics e Superman.
Dentre eles, Marv Wolfman e John Byrne, que acabaram sendo contratados. e realizaram profundas modificações em toda a mitologia do personagem a partir de 1986. Wolfman, por exemplo, elaborou uma nova caracterização para o vilão Lex Luthor, que desde então deixou de ser caracterizado como um "cientista louco" e passaria a ser apresentados nas histórias como um empresário corrupto dono de diversas empresas na cidade de Metrópolis Byrne, por sua vez, revisou toda a história de origem do personagem na minissérie The Man of Steel, lançada em 1986.

### Superman e Krypton
Toda a linha de revistas foi reformulada a partir de setembro. de 1986. Enquanto a revista Superman original, mantendo sua numeração, teve seu título alterado para Adventures of Superman e passou a ser escrita por Wolfman, Byrne assumiu os roteiros e desenhos da Action Comics a partir da edição 584, e de uma nova revista intitulada Superman. Cada uma das três revistas possuía uma temática própria. Enquanto Action Comics passou a ser dedicada a histórias do gênero team-up, geralmente apresentando Superman se encontrando com alguns dos elementos "mágicos" que abundavam o Universo DC - não por acaso, a magia é uma das maiores vulnerabilidades do personagem - a relançada Adventures of Superman apresentava histórias que abordavam "questões urbanas como tráfico de drogas, guerra de gangues e ataques terroristas provocados por ditadores". Durante o período Wolfman entrou numa série de conflitos com Byrne, que ainda em 1987 o levariam a deixar o cargo de roteirista da revista, sendo substituído pelo próprio Byrne, que contava com o auxílio do desenhista Jerry Ordway na elaboração dos roteiros
Sendo ele mesmo um imigrante, Byrne tinha como objetivo explorar um Super-Homem que valorizasse mais a sua criação nos Estados Unidos do que sua origem kryptoniana. Assim, os elementos mais fantásticos da mitologia do personagem, particularmente aqueles associados ao planeta e ao "patriotismo" de Superman para com Krypton, foram eliminados: na nova continuidade, não haveria nenhuma Kryptonita além da verde, nem outros kryptonianos vivos - sem Supergirl, Krypto, o Super-Cão muito menos cidade engarrafada de Kandor - pois Byrne acreditava que Superman tinha que ser caracterizado como o único sobrevivente da destruição de Krypton.

### Superman e Supergirl
| |  |  |
| John Byrne (à esquerda, em 1992) e Marv Wolfman reformularam toda a mitologia de Superman em 1986. No processo, eliminaram a existência da Supergirl. Em 1988, Byrne e Jerry Ordway (à direita, em 2008) apresentariam uma versão bastante diferente da personagem em A Saga da Supergirl. |  |  |

Para todos os efeitos, com a reformulação de Byrne, a Supergirl nunca havia sequer existido. Até 1985, a personagem sempre havia figurado em destaque dentre os personagens da editora. Na sétima edição de Crise nas Infinitas Terras, a personagem faleceria durante o confronto contra o vilão Antimonitor, mas com as modificações impostas em 1986, nenhum personagem, incluindo Superman, sequer lembraria desses ou de quaisquer outros eventos envolvendo a Supergirl
Enquanto Superman surgiu na década de 1930, muitos dos elementos mais fantásticos comumente associados ao personagem só foram introduzidos a partir da metade final da década de 1950. Naquela época, o editor responsável pelas histórias do personagem era Mort Weisinger, e ele tinha como hábito conversar com as crianças que liam as revistas do personagem e perguntá-las o que gostariam de ver nas próximas edições. É esse relacionamento que é apontado como o motivo pelo qual surgiram personagens como a Supergirl e Krypto, o Super-Cão.
Muitas das histórias da Supergirl eram baseadas no que Weisinger entendia ser o necessário para atendes aos anseios das garotas que liam os quadrinhos da personagem, por isso o historiador Les Daniels não vê como surpreendente que a personagem passasse a ter um "super-cavalo" ou um "super-gato" na década de 1960. Enquanto "Cometa" era um cavalo dotado de poderes mágicos que "sob circunstâncias especiais, podia se transformar num belo rapaz" - um personagem apropriado para uma época em que cavalos e unicórnios eram bastante populares entre as garotas - "Streaky" era o gato de estimação da Supergirl, que ganhava super-poderes após entrar em contato com a artificial "kryptonita X" - e era uma resposta ao igualmente poderoso "super-cão". Ambos os personagens poderiam ser populares entre as crianças, mas eram visto como excessivamente infantis por alguns dos leitores mais velhos.

## História e produção

### O universo compacto
Ao estabelecer que Clark Kent nunca havia atuado como "Superboy" durante a juventude, e que não existia nenhuma Supergirl, Byrne havia removido dois elementos essencias das histórias da Legião dos Super-Heróis, equipe cuja revista era bastante popular na década de 1980.
Durante a produção de The Man of Steel, Byrne chegou a sugerir uma solução para o problema. Relembrando de uma série de livros narrando imaginárias histórias da juventude de Robin Hood, Byrne propôs que a história da equipe fosse alterada: a formação da Legião não mais seria inspirada nas aventuras de Superboy, mas sim nos supostos relatos dessas aventuras; e Superboy nunca teria agido ao lado da equipe, pois nunca teria existido. Byrne chegou a imaginar que, num determinado momento, a Legião se encontraria com Superman quando este já fosse adulto e descobriria que as alegadas aventuras que haviam inspirado a equipe jamais teriam ocorrido.
Superboy e Supergirl, entretanto, haviam tido papéis de destaque na história The Great Darkness Saga, publicada em 1982. A editora assegurou Byrne que iria resolver quaisquer incongruências nas histórias da Legião, e que ele não precisaria se preocupar com isso. Meses depois, entretanto, Helfer lhe procuraria, em pânico, e diria que "era preciso fazer alguma coisa" para "resolver o problema" da Legião - e assim surgiria o conceito de "Mundo Compacto", um universo paralelo no qual existia um Superboy.
A confusa trama publicada em Legion of Super-Heroes #37, Superman #8, Action Comics #591 e Legion of Super-Heroes #38, entretanto, não seria bem-sucedida nem em agradar os leitores muito menos em resolver as falhas na continuidade das histórias da Legião - pelo contrário, tornaria a questão ainda mais complicada.
Nos meses seguintes, Byrne começou a incluir em algumas edições da revista Superman novas versões dos elementos da mitologia do personagem que ele mesmo havia eliminado anteriormente. Uma nova versão do vilão Mr. Mxyzptlk. surgiu na edição 11 da revista Superman, mas com seus poderes e características alterados Byrne, então, cogitou posteriormente apresentar também uma versão própria da Supergirl.

### 50 anos de Superman

Como parte das comemorações dos 50 anos de Superman, a DC passou a promover A Saga da Supergirl. O anúncio acima antecede a decisão de Byrne abandonar as revistas e indica que a história seria publicada em Adventures of Superman #443.

Entre 1987 e 1988 a DC Comics adotou uma série de medidas para promover o aniversário de cinquenta anos da criação de Superman. Uma delas foi tomada após a revista Action Comics atingir a histórica marca de 600 edições publicadas: Byrne deixou o cargo de roteirista e desenhista e a publicação retomou o formato de antologia, adotando uma periodicidade semanal com diferentes histórias curtas toda semana. A mudança duraria apenas até o ano seguinte, e compreenderia as edições 601 à #642. Outras medidas incluíram o lançamento das minisséries The World of Krypton, The World of Smallville e The World of Metropolis,  todas em quatro partes e nas quais Byrne aprofundou as histórias e temas relacionados à origem e aos primeiros anos da carreira de Superman. Enquanto isso, em Adventures of Superman e Superman, Byrne, o desenhista Jerry Ordway e o editor Mike Carlin elaboram uma história que apresentasse novas versões da Supergirl e do vilão General Zod
Ainda como parte das comemorações, Byrne fora convidado para ser o responsável pela arte da capa de uma edição da revista americana TIME, na qual seria publicada uma extensa matéria sobre a história do personagem. Mas, apesar de sua arte ter figurado na capa, o trabalho de Byrne não foi retratado de forma exatamente positiva pela revista. Definido como uma "alteração radical", o projeto foi ainda apontado como um exemplo de um "paradoxo" que atingia o personagem: "Embora [Superman] seja um herói nostálgico, as constantes mudanças no personagem acabam destruindo as qualidades que o transformaram originalmente num objeto de nostalgia". A matéria, publicada por uma revista que pertencia ao mesmo grupo que controlava a DC Comics, seria o estopim para que Byrne, já insatisfeito a suposta "falta de apoio" da editora às modificações que havia imposto ao personagem, decidisse abandonar as revistas.

### Lançamento
No livro Modern Masters: Jerry Ordway, publicado em 2007, Ordway narra ao jornalista Eric Nolen-Weathington que num determinado dia Byrne simplesmente chegou à editora e entregou o roteiro para a 22ª edição - já prevista para ser a conclusão da "Saga da Supergirl" - avisando: "Estou fora. Esta é a minha última edição". Originalmente, a saga seria publicada em Superman #21-22 e Adventures of Superman #443 - mas não havia um roteiro para a próxima edição de Adventures of Superman, e com a saída de Byrne, também não havia, imediatamente, quem o escrevesse.
Um roteiro da autoria de Ordway, produzido como um teste para uma edição especial que só seria publicada meses depois acabou sendo remanejado para a 443ª edição de Adventures of Superman, e no mês seguinte enfim seria publicada Superman #21, com o início da "Saga da Supergirl", bem como Adventures of Superman #444, também roteirizada por Byrne, mas desenhada por Ordway.
O escritor Roger Stern, que já era o responsável pela "tira" de Superman publicada à época em Action Comics Weekly, foi contratado para roteirizar Superman, e Ordway acabou sendo "promovido" ao cargo de roteirista de Adventures of Superman. Em maio de 1988, quando a conclusão da história foi publicada, ambos já estavam adaptados ao cronograma e planejando dar continuidade às tramas estabelecidas por Byrne

## Repercussão
A conclusão da história se tornou um dos momentos mais controversos não apenas do período em que Byrne esteve à frente das revistas do personagem, mas de toda a história de Superman, e continua sendo alvo de debates. Sintetizou matéria publicada no site brasileiro Omelete: "a última saga de John Byrne com o personagem foi também a mais polêmica. O Super-Homem é incapaz de impedir que a Terra do Universo Compacto seja devastada pelos kryptonianos fugitivos da Zona Fantasma e, transtornado, comete um ato imperdoável: executa os criminosos com kryptonita, a sangue frio, estando eles já derrotados. Este Super-Homem já não era mais um super-herói capaz de nos inspirar ou gerar identificação, era um fracasso em todos os níveis". O site brasileiro Universo HQ, em texto publicado em 2006, apresentaria visão diversa ao listar "os dez grandes momentos do Super-Homem nos quadrinhos": o assassinato dos criminosos kryptonianos figuraria na 8ª posição e o momento em que "de olhos fechados e cabeça baixa, Super-Homem sofre em silêncio após matar os três vilões" seria apontado como "a cena mais marcante" da história

## Matrix apósA Saga da Supergirl

Supergirl #1. Arte por Gary Frank.

Mais de um ano de histórias posteriores - em particular quanto ao que fazer para desenvolver a nova Supergirl - já haviam sido discutidas mas não roteirizadas quando Byrne anunciou sua saída, então o editor Mike Carlin se viu com a responsabilidade de seguir adiante com um projeto ainda em andamento - "uma obra que havia perdido o arquiteto antes de ser completamente construída", definiria Jerry Ordway. Ordway continuou como desenhista de Adventures of Superman, substituindo Byrne nos roteiros, e Roger Stern assumiria os roteiros de Superman.
Inicialmente, entretanto, os planos pareciam ser para "Matrix" e não para "Supergirl". Em Adventures of Superman #457 o editor Mike Carlin apontaria que havia planos para continuar com a personagem nas histórias de Superman, mas que ela não estaria substituindo ninguém nem deveria ser chamada de "Supergirl" -  "Matrix não é a nova Supergirl, ela é a primeira de si mesma", afirmaria Carlin. Uma das consequências d'A Saga da Supergirl foi a publicação, entre 1988 e 1989, do arco de história Exílio, no qual Superman lidou com a culpa que sentia por ter assassinado os três criminosos kryptonianos Na conclusão dessa história, Matrix decidiria exilar-se no espaço, sem planos aparentes de retornar
Somente em 1992 que a personagem ressurgiria, durante a publicação do arco de história Pânico nos Céus. Eventualmente, Matrix e Lex Luthor se envolveram romanticamente - o vilão a havia convencido de que era tão benevolente quanto sua contraparte do universo compacto, a quem Supergirl sempre admirou - e o relacionamento entre os dois continuaria até 1994, com a publicação da minissérie Supergirl, na qual a heroína descobria que Luthor estava tentando cloná-la. Pelos anos seguintes, Supergirl não teria histórias muito significativas, até que em 1998 o escritor Peter David foi designado para reformular a personagem numa nova série mensal, modificando vários aspectos de sua caracterização - como lhe dar uma identidade secreta na figura da jovem Linda Danvers, que teve sua vida salva por Matrix quando as duas se fundiram num só corpo e uma passou a se transformar na outra - e na própria temática das histórias, que passaram a abordar questões religiosas e tramas de terror